# グランド・オリンピック・オーディトリアム
グランド・オリンピック・オーディトリアム（英語：Grand Olympic Auditorium）は、アメリカ合衆国カリフォルニア州ロサンゼルスに存在した、インドアスタジアムであった。

## 概要

### スポーツ会場として
本施設は1924年、ロサンゼルス・ダウンタウンのグランド・アベニューの一角に竣工。
1932年のロス・アンジェルスオリンピックではボクシング及びレスリングの会場として使用された。
1932年のオリンピック後、カル・イートンがプロモーターとなり、グランド・オリンピック・オーディトリアムの運営を行う傍ら、ボクシング・プロレスリングの興行をメインに施設の稼働を進めた。
グランド・オリンピック・オーディトリアムで開催されたボクシングの主な試合としては海老原博幸（日本／協栄） vs アラクラン・トーレス（メキシコ）戦（1964年4月30日、世界フライ級指名挑戦者決定戦）、ラウル・ロハス（アメリカ合衆国） vs 西城正三（日本／協栄）戦（1968年6月6日、ノンタイトル10回戦）、フリオ・セサール・チャベス（メキシコ） vs マリオ・マルチネス（メ・Lシコ）戦（1984年9月13日、世界ボクシング評議会【WBC】世界スーパーフェザー級王座決定戦）などがある。施設の老朽化や興行形態の変化などにより、ボクシング興行における使用は2005年6月が最後となった。
プロレスでは、1950年代後半から1960年代中盤にかけてカリフォルニア州を本拠としていたWWAのメイン会場として知られた。
1958年8月27日、日本プロレス王者・力道山光浩がルー・テーズに勝利してNWA認定インターナショナルヘビー級選手権を奪取したのはこのグランド・オリンピック・オーディトリアムでの試合であった。
その力道山はグランド・オリンピック・オーディトリアムを舞台に、WWA世界ヘビー級王座を巡ってフレッド・ブラッシーやザ・デストロイヤーとの死闘を繰り広げた。
1963年2月5日、ジャイアント馬場がザ・デストロイヤーとWWA世界ヘビー級王座を賭けてグランド・オリンピック・オーディトリアムで初対決し、この時は60分時間切れ引き分けで王座を奪取することは出来なかった。
その後もグランド・オリンピック・オーディトリアムは日本のプロレス界と縁が深い会場となり、アントニオ猪木がジョン・トロスを、坂口征二がキング・クローをそれぞれ下してUNヘビー級選手権を奪取したり、猪木&坂口組がNWAノースアメリカンタッグ選手権を獲得した試合、或いはジャイアント馬場が生涯唯一の金網デスマッチを戦った試合（馬場&ジョン・トロス組 vs マサ斎藤&キンジ渋谷組）などが行われている。
1970年代後半にカル・イートンから、NWAの有力プロモーターとして知られたマイク・ラベール、ジン・ラベール兄弟がプロモート権を引き継いだが、1980年代後半からNWAの衰退とWWFの全米侵攻の煽りを受けてロサンゼルスマットも衰退を余儀なくされ、グランド・オリンピック・オーディトリアムでの興行も少なくなって行く。
また1964年2月には日本の大相撲のロサンゼルス公演の会場ともなった。また1970年代にはローラーゲームのロザンゼルス・サンダーバーズのホームリンクとしても使用された。

### 音楽会場
グランド・オリンピック・オーディトリアムは、コンサートホールとしても使用されており、大英帝国のロックバンド・パブリック・イメージ・リミテッドが全米ライブツアーの会場に選んだほか、ジャネット・ジャクソンが自身のシングル盤レコード『コントロール (ジャネット・ジャクソンの曲)』のプロモーションビデオを撮影するために使用するなど、アメリカ西海岸のミュージック・シーンに大きな役割を果たした。

### 現在
グランド・オリンピック・オーディトリアムは、現在、建物はそのままに韓国系キリスト教会『Glory Church of Jesus Christ』の礼拝布教施設として使用されている。